# The Blind Man
The Blind Man var et dadaistisk kunsttidsskrift udgivet af dadaisterne i New York i 1917. 
Henri-Pierre Roche, Beatrice Wood, Marcel Duchamp, Walter Arensberg, Mina Loy, Francis Picabia og Gabrielle Buffet-Picabia var blandt de involverede i magasinet, der kun udkom med to udgaver.
Tidsskriftets andet og sidste nummer er kendt for gruppens reaktion på afvisningen af Duchamps Fountain ("Fontæne", en readymade i form at et urinal)  på en udstilling af Society of Independent Artists, hvis formål ellers var at arrangere åbne udstillinger. I nummeret blev vist Stieglitz' fotografi af urinalet. 